# مو كوان
وليام موريس كوان (بالإنجليزية: William Maurice Cowan)‏ (ولد في 4 أبريل 1969) سياسي أميركي ومحامي عضو مجلس الشيوخ عن ولاية ماساشوستس المتحدة في عام 2013. وشغل سابقا منصب المستشار القانوني ومدير مكتب حاكم ماساتشوستس ديفال باتريك. حيث عينه باتريك في 30 يناير 2013، على أساس مؤقت لملء المنصب الشاغر من قبل زميله الديمقراطي جون كيري، الذي استقال من منصبه ليصبح وزيرا للدولة. [1] وامتنع عن الترشح للانتخابات خاصة عام 2013 لإكمال ما تبقى من فترة كيري. وقد خلفه زميله الديمقراطي إد ماركي. وهو الآن المدير التنفيذي للعمليات استراتيجيات الشركة لمينتز ليفين [الإنجليزية] (ML).

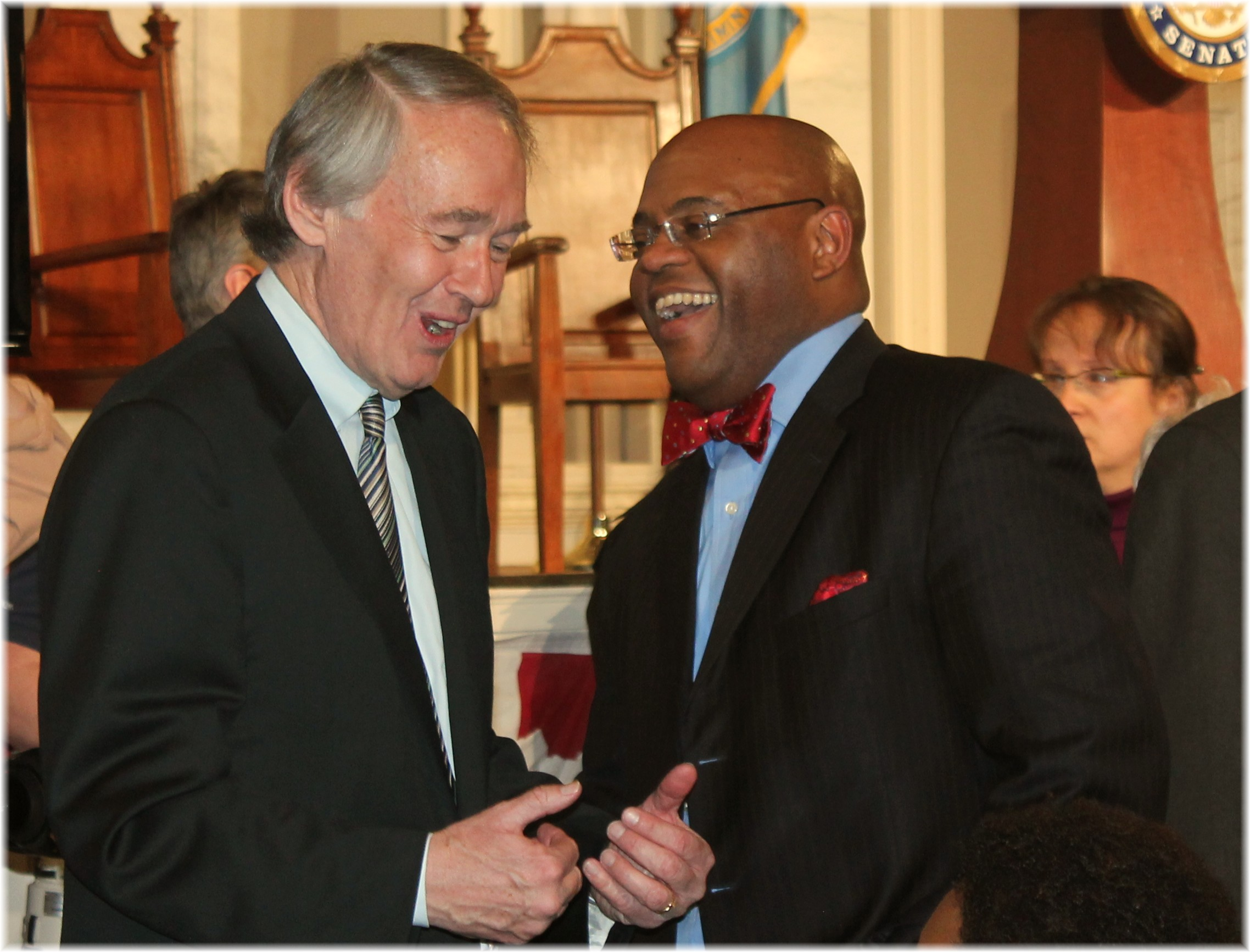
كوان مع السيناتور الأمريكي إد ماركي، الذي خلفه في مجلس الشيوخ 2013.

كان كوان العضو الثامن في مجلس الشيوخ الأمريكي من أصل إفريقي، والثاني من ولاية ماساشوسيتس بعد إدوارد بروك. وكان احدا الثلاثة من اصل أفريقي في مجلس الشيوخ الأميركيين ال113 السابق، اما العضوين دوي الاصل الافؤيقي إلى خرين هم: الجمهوري من كارولينا الجنوبية السيناتور تيم سكوت، والديموقراطي كوري بوكر من ولاية نيو جيرسي. [2]

## نشلأته وتعليمه
ولد كوان في 4 أبريل 1969، في يادكينفيل، كارولاينا الشمالية في المناطق الريفية، ولاية كارولينا الشمالية. كوان هو ابن الماكنه وخياطة. توفي والده عندما كان عمره 16 عاما. [3]
انهى دراسته الثانوية بامتياز [3] التحق بجامعة ديوك. [4] وخطط ليصبح طبيبا، لكن في عام 1991 تخرج من جامعة ديوك متحصلا على شهادة البكالوريوس في علم الاجتماع. [3] التحق بجامعة نورث إيسترن كلية الحقوق في عام 1994 ليحصل على درجة الدكتوراه.

## الحياة المهنية
في عام 1997، انضم كوان لمكتب محاماة شركة مينتز ليفين. ثم أصبح شريكا. ساعد حاكم ماساتشوستس ميت رومني لتحديد المرشحين الأميركيين-الأفارقة لشغل مناصب القضاة بعد أن انتُقد رومني لعدم التنوع في اختيار معاونيه ". [4]
غادر كوان شركة مينتز ليفين للانضمام الإدارة ديفال باتريك في عام 2009. [6] حيث كان محامي باتريك، كان كوان المسؤول عن العمليات القانونية للسلطة التنفيذية، وأشرف على الترشيحات القضائية للحاكم، بما في ذلك رئيس قضاة محكمة القضاء الأعلى القاضي رودريك آيرلند. وتضمنت مشاريعه الرئيسية وضع طاقم تشريعات لاحتواء نمو تكاليف الرعاية الصحية والتوسع في ألعاب القمار.

خدم كوان في منصب كبير المستشارين القانونيين لباتريك لمدة سنتين وبعد ذلك رئيسا للمكتبه خلال الفترة من يناير 2011 وحتى نوفمبر 2012، عندما أعلن عن خطط للعودة إلى القطاع الخاص. وتابع تقديم خدماته مستشارا لحاكم إلى ان تم تعيينه في مجلس الشيوخ. [8] عندما عين في مجلس الشيوخ، قال انه ليس لديه نية السعي للمناصب العامة وهذه مرة واحدة ان صلاحية تعيينه مؤقتة. وقال: «... ستكون خدمته السياسية القصيرة جدا وأنا لا أنوي الترشح لمنصب أنا لست مرشحا للخدمة العامة في أي وقت اليوم أو في المستقبل» [9]

## شغله في الكونغرس
في ديسمبر 2012، أعلن الرئيس باراك أوباما ترشيح عضو مجلس الشيوخ ورئيس لجنة العلاقات الخارجية جون كيري لتولي منصب وزير الخارجية، حيث ترك الوظائف الشاغرة في المقعد الذي كان كيري قد احتجز لمدة 28 عاما. [17] وبموجب القانون المجلس التشريعي للولاية ماساتشوستس، يمنح الحاكم الحق في ملء مقاعد مجلس الشيوخ الشاغرة مؤقتا حتى تاريخ الانتخابات. [18] أعلن المحافظ ديفال باتريك عن ترشيحه ل مو كوان لشغل منصب جون كيري في مجلس الشيوخ ورئيس لجنة العلاقات الخارجية [19] [20]
انتهت ولاية على 16 يوليو 2013 عندما أدى اليمين الدستورية إد ماركي في أعقاب انتخابات خاصة.

## تعيينه في اللجان
- لجنة الزراعة والتغذية والغابات
  - اللجنة الفرعية على العمل، النمو الاقتصادي الريفي والطاقة والابتكار
- اللجنة الفرعية على الثروة الحيوانية، ومنتجات الألبان والدواجن، التسويق والأمن الزراعة
  - اللجنة الفرعية للتغذية، المحاصيل المتخصص والغذاء والبحوث الزراعية (الرئيس)
- لجنة التجارة والعلوم والنقل
  - اللجنة الفرعية للعمليات الطيران والسلامة والأمن
  - اللجنة الفرعية المعنية الاتصالات والتكنولوجيا والإنترنت
  - اللجنة الفرعية للتنافسية والابتكار، وتنمية الصادرات
  - اللجنة الفرعية لحماية المستهلك، سلامة المنتجات، والتأمين
  - اللجنة الفرعية المعنية بالمحيطات، والغلاف الجوي ومصايد الأسماك، وخفر السواحل
  - اللجنة الفرعية للعلوم والفضاء
  - اللجنة الفرعية المعنية بالنقل البري والبنية التحتية البحرية التجارية والسلامة والأمن
- لجنة الأعمال الصغيرة والمشاريع الحرة.

## الحياه الشخصية
متزوج من ستايسي كوان. وكانت هي أيضا محامية. [3] لديهم ابنان، مايلز وغرانت، يعيش في ستوكتون بولاية ماساتشوستس. [7] حصل على درجة الدكتوراه الفخرية من جامعة جورج تاون في عام 2013، والقي خطاب في حفل للتخرج في كلية ماكدونو لإدارة الأعمال. [26] [27]